# Apiloscatopse hennigi
Apiloscatopse hennigi är en tvåvingeart som beskrevs av Cook 1974. Apiloscatopse hennigi ingår i släktet Apiloscatopse och familjen dyngmyggor.
Artens utbredningsområde är Grekland. Inga underarter finns listade i Catalogue of Life.